# Gnosticismo moderno
Lo gnosticismo moderno comprende una serie di autori e organizzazioni che a partire dal XIX secolo hanno ripreso alcune tematiche dello gnosticismo e gnosticismo cristiano antichi, specialmente dopo la seconda guerra mondiale, teoria secondo cui la conoscenza (gnosi) è superiore alla fede per conseguire la salvezza, e il mondo materiale è intrinsecamente corrotto in origine.

## Gnosticismo antico
Nello gnosticismo originale, dottrina eretica per quasi tutti i cristiani moderni da quando la Chiesa cattolica emise la scomunica al concilio di Nicea, il mondo è considerato corrotto o creato malvagio da un dio inferiore e imperfetto della materia, il Demiurgo, Primo Arconte o mezzo creatore, detto anche Yaldabaoth, Rex Mundi, Yahweh, da cui accuse di forte antigiudaismo, Hysteraa, ecc., padre a sua volta di demoni o arconti minori; il mondo spirituale e l'universo sono creati da un Dio superiore, l'Uno, che costituisce la persona del Padre del cristianesimo. Da esso procedono gli eoni, tra cui Cristo (il Figlio) e la sua sposa mistica (sizigia) Sophia (lo Spirito Santo), completando la Trinità cristiana di Dio; Sophia, secondo l'Apocrifo di Giovanni, avrebbe generato il Demiurgo da sola per errore ma avrebbe rimediato in parte, mandando il Serpente (o forse tramutandosi lei stessa come nella dottrina degli Ofiti), visto qui non come demonio tentatore, a liberare Adamo ed Eva dal Demiurgo che li teneva prigionieri nell'Eden, e in seguito soffrendo da sola e con Cristo (Gesù), ad esempio incarnandosi nella discepola Maria Maddalena. 
Dopo la crocifissione e la risurrezione di Gesù (non intesa come espiazione come nella teologia di san Paolo rifiutata da molti gnostici, ma come un attacco del Demiurgo all'eone Cristo incarnato, reso vano e anzi propizio a liberare lo spirito dal corpo corruttibile; per alcuni Giuda Iscariota fu invece amico di Gesù nel dare la redenzione o nel "liberarlo", dato che il demiurgo voleva impedire la Passione ma non ci riuscì grazie all'Iscariota, che venne così maledetto dal dio minore per aver eseguito l'ordine di Cristo) e i suoi insegnamenti pubblici ed esoterici, gli uomini possono liberarsi dalla prigione terrena, e alla fine dei tempi Sophia distruggerà il Demiurgo per sempre, e il mondo sarà purificato, come narrato nel Sull'origine del mondo e accennato nella Prima e nella Seconda apocalisse di Giacomo. I vangeli gnostici (vangeli apocrifi), tra cui il Vangelo di Filippo, il Vangelo di Tommaso, il Pistis Sophia, il Dialogo del Salvatore, e forse il Vangelo di Giuda (dove i discepoli pregano il demiurgo, a parte Giuda, e Gesù ride di loro), come altri codici di Nag Hammadi, supportano tali tesi. L'etica gnostica era molto diversificata secondo le scuole, dal libertinismo (Carpocrate), al ripudio del Decalogo esaltando personaggi come Caino, Esaù, Giuda (cainiti), al moderatismo delle correnti maggioritarie (valentiniani), a sintesi con il mazdeismo e la sua dottrina della polarità Bene-Male (manicheismo), all'ascetismo puro (catari medievali e altri). Echi gnostici si troverebbero nel canonico Vangelo di Giovanni, ad esempio nel richiamo al Logos e nell'immagine "principe di questo mondo".

## La rinascita gnostica nel pensiero e nella religione

### XIX secolo
Diversi pensatori del XIX secolo, come William Blake, Arthur Schopenhauer (la cui opera è una sintesi di platonismo, kantismo, gnosticismo, buddhismo e induismo), Albert Pike e Madame Blavatsky, studiarono il pensiero gnostico e ne furono influenzati, apprezzandone come risolveva il problema del male senza venire meno al teismo, e moderatamente lo furono anche personaggi come Herman Melville, ma anche Charles Baudelaire, Barbey d'Aurevilly, George Eliot e Joris-Karl Huysmans in alcuni momenti, e W. B. Yeats. Alcuni (es. Iwan Bloch) considerano il primo gnostico moderno, nonché misoteista il libertino ateo marchese de Sade, secondo Karl Vossler seguìto in alcuni loro scritti da autori romantici e non, intrecciandosi spesso col misoteismo, come Percy Shelley, Goethe, George Byron, Edgar Allan Poe, Algernon Swinburne, Mark Twain, Emily Dickinson, Giacomo Leopardi (Demiurgo identificato con la Natura matrigna o il dio del male mazdeo Arimane). 
Jules Doinel "ripristinò" una Chiesa Gnostica in Francia nel 1890 e il 12 settembre 1893 durante un sinodo fu eletto Patriarca col nome di Valentino II, in omaggio a Valentino.  Questa chiesa modificò la propria forma e il proprio nome sotto i vari successori, i più rilevanti dei quali furono Léonce Fabre des Essarts (Tau Synésius), Joanny Bricaud (Tau Jean II), e Déodat Roché (Tau Theodotos) e, sebbene piccola, è attiva ancora oggi.

### XX secolo
Pensatori dei primi anni del XX secolo che studiarono approfonditamente lo gnosticismo e ne furono influenzati includono Carl Gustav Jung (estimatore dello gnosticismo), Eric Voegelin (oppositore), Rudolf Steiner, oltre a scrittori e filosofi come Hermann Hesse, H.P. Lovecraft, Gabriele D'Annunzio, Giovanni Pascoli (gli ultimi due agnostici misticheggianti), Ezra Pound e Simone Weil. 
Vi è poi, fra i critici letterari, chi ha rintracciato diffusi echi gnostici (secolarizzati) nella poesia novecentesca, e in particolare nella produzione di Eugenio Montale, Rainer Maria Rilke, Fernando Pessoa e Salvatore Quasimodo.
L'esoterista René Guénon (consacrato vescovo gnostico di Alessandria col nome di Tau Palingenesis) fondò la rivista gnostica La Gnose nel 1909, prima di attestarsi su posizioni più propriamente "perennialiste" e convertirsi infine all'Islam. Anche l'occultista Aleister Crowley è stato collegato ad alcune idee gnostiche e diverse organizzazioni filo-thelemite, che si rifanno al pensiero di Crowley, si definiscono organizzazioni gnostiche, ad esempio la Ecclesia Gnostica Catholica e l'Ordo Templi Orientis.

### Secondo dopoguerra e successivi
La scoperta e la traduzione dei Codici di Nag Hammadi dopo il 1945 ebbe un notevole impatto sullo gnosticismo del secondo dopoguerra. Pensatori pesantemente influenzati dallo gnosticismo in questo periodo includono l'attivista neonazista cileno Miguel Serrano e gli autori Hans Jonas, Philip K. Dick e Harold Bloom, ma anche Albert Camus e Allen Ginsberg ne furono moderatamente influenzati. Altri pensatori e scrittori vicini ad esso sono considerati Emil Cioran (autore de Il funesto demiurgo), Guido Ceronetti (estimatore del catarismo), Albert Caraco, Alejandro Jodorowsky, e secondo alcuni, anche lo scrittore cattolico, autore de Il Signore degli Anelli, J.R.R. Tolkien (nel Silmarillion e nei racconti, con Eru Ilúvatar come Uno e Melkor come parziale Demiurgo) ha inserito eterodosse idee gnosticheggianti nelle opere postume. Anche il teorico cospirativo e degli antichi astronauti David Icke ha ripreso concetti gnostici a livello popolare.
Dopo la seconda guerra mondiale nacquero o furono rivitalizzate una serie di organizzazioni e chiese che si ritenevano e si ritengono tutt'oggi gnostiche, incluse la Society of Novus Spiritus, l'Ecclesia Gnostica, la Thomasine Church, la Apostolic Johannite Church, la Alexandrian Gnostic Church, il North American College of Gnostic Bishops e il World Gnostic Movement di Samael Aun Weor. Celia Green ha scritto sul cristianesimo gnostico in relazione alla propria filosofia.
Ci sono anche delle Chiese e Organizzazioni Gnostiche nel Regno Unito dovute alla popolarità delle Scritture Gnostiche in seguito al successo del Codice Da Vinci di Dan Brown.